# Estação Portuguesa-Tietê
A Estação Portuguesa–Tietê é uma das estações da Linha 1–Azul do metrô da cidade brasileira de São Paulo. Foi inaugurada no dia 26 de setembro de 1975 apenas com o nome de "Tietê", tendo sido alterada sua denominação em 10 de junho de 2006, em homenagem à Associação Portuguesa de Desportos, clube de futebol localizado em suas proximidades.

## Localização
Localiza-se à oeste do Terminal Rodoviário Tietê, com o qual faz integração desde a inauguração deste, em 1982, na Avenida Cruzeiro do Sul, 1777, no distrito de Santana (zona norte). Fica cerca de 200 metros ao norte do Rio Tietê e de sua Avenida Marginal, daí a sua denominação.

## Características
Trata-se de uma estação elevada com estrutura em concreto aparente, cobertura pré-fabricada de concreto e duas plataformas laterais. Possui, além do acesso, dois bloqueios juntos à cada uma das plataformas, de forma que o passageiro que desembarca na estação não pode tomar o trem no sentido contrário sem pagar outra passagem.
Tem 4 800 m² de área construída e sua capacidade é de 20 000 passageiros por hora, no horário de pico.
Possui quatro saídas, sendo uma delas dentro da área do Terminal Rodoviário (com o qual se liga através de uma larga passarela), uma para o terminal de ônibus urbano existente junto à rodoviária, uma na calçada leste e uma na calçada oeste da Avenida Cruzeiro do Sul, tendo esta última um elevador para o acesso de portadores de deficiência física.

### Demanda média da estação
A média de entrada de passageiros nessa estação em 2013 foi de 63 000 passageiros por dia útil, ficando entre as sete mais movimentadas da Linha 1.
| Linha  | Terminais            | Inauguração            | Comprimento (km) | Estações | Duração das viagens (min) | Funcionamento (*)                                             |
| ------ | -------------------- | ---------------------- | ---------------- | -------- | ------------------------- | ------------------------------------------------------------- |
| 1 Azul | Tucuruvi ↔ Jabaquara | 14 de setembro de 1974 | 20,2             | 23       | 47                        | Diariamente, das 4h40 à 0h32; Sábados até a 1 hora de domingo |

| Sigla | Estação          | Inauguração            | Capacidade                   | Integração                                | Plataformas | Posição | Notas                                      |
| ----- | ---------------- | ---------------------- | ---------------------------- | ----------------------------------------- | ----------- | ------- | ------------------------------------------ |
| TTE   | Portuguesa–Tietê | 26 de setembro de 1975 | 20 mil passageiros hora/pico | Bilhete Único da SPTrans e Terminal Tietê | Laterais    | Elevada | Estação com estrutura de concreto aparente |